# The Venetian (Macao)
The Venetian Macao es un casino resort en Macao, operado por la franquicia Las Vegas Sands hotel-casino. The Venetian es un casino de 40 pisos. Hay siete resorts más, en construcción en el Cotai Strip de Macao, por un valor de 1800 millones de dólares. El Venetian Macao de 975 482 m² es una copia de su propiedad gemela The Venetian en Las Vegas – y es la estructura hotelera más grande en Asia y el tercer edificio más grande del mundo.
La torre principal del hotel fue terminada en julio de 2007 y el resort oficialmente abrió el 28 de agosto 2007. El resort tiene 3000 suites, 111 484 m² de espacio para convenciones, 148 645 m² de espacio comercial, 51 000 m² de espacio de casino – el segundo más grande del mundo – con 3400 máquinas de juegos y 800 mesas de juegos y un área de 15.000 asientos para entretenimiento y eventos deportivos. Costó 2400 millones de dólares. lo que lo convierte en el octavo edificio más costoso de la historia.

## Casino

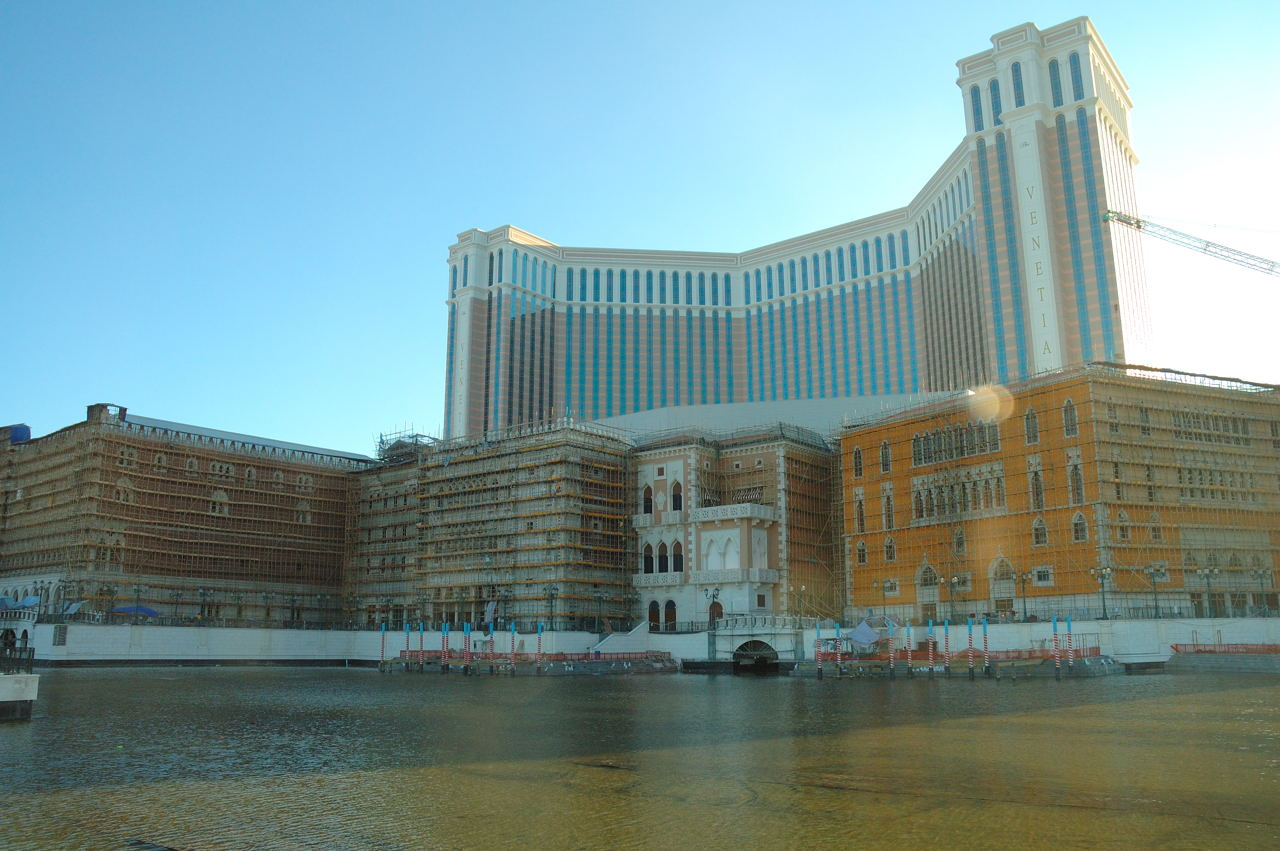
El Venetian en construcción.

El casino es actualmente el segundo más grande del mundo después de The Palazzo con 46 452 m². Está dividido en cuatro áreas de juegos diferentes llamadas; Golden Fish, Imperial House, Red Dragon y Phoenix.
Instalaciones y amenidades provistas dentro del casino:
- Lavabos
- Cajeros automáticos
- Membresía del casino (Cotai Rewards Club)
- Área de alto rendimiento de juegos
- Mostradores que dan cambio a divisas internacionales

Puntos de venta de alimentos y bebidas situados en el interior del casino:
Operado por The Venetian Macao
- Bar Florian
- Canton
- Red Dragon Noodles House
- Imperial House Dim Sum
- Bellini Lounge

Operado por compañías independientes:
- Morton's of Chicago
- Roka

El hotel ofrece una membresía para el club VIP llamado Piaza Club para los huéspedes.
El club tiene su propia entrada, lobby, recepción, equipo de mayordomos y ascensores para huéspedes de las suites.
El área de juegos de la Paiza Club está dividida en salones de juegos privados y nombrado con nombres de ciudades asiáticas como Kunming, Guangzhou, Hong Kong, Singapur y Kuala Lumpur.
Los huéspedes del club tienen un acceso exclusivo hacia el restaurante Paiza Club Dining & Lounge el cual se mantiene abierto las 24 horas del día.

## Alojamiento
La torre hotel de 3000 suites incluye también una suite para grandes apostadores. Los pisos de huéspedes empiezan desde el séptimo nivel hasta el nivel 38. Estos pisos son servidos por 24 ascensores.
Tipo de alojamientos
- Royale
- Bella
- Rialto
- Hospitality parlor
- Paiza suites

Royale y Bella
- Con una superficie de 70 m² o 750 pies²
- Una cama king-sized (Royale) o 2 camas queen-sized (Bella)
- Un cuarto de baño de mármol con una bañera, ducha separada, vanidades
- Una sala con sofacama y un TV de plasma
- Otro TV de plasma en la habitación
- Un escritorio con una impresora/fax/copiadora personal
- Toallas, pantuflas, plancha y un planchador
- Un completo minibar
- Una mesa redonda con tres sillas

Rialto
- Suite de esquina que mide 170 metros cuadrados o 1830 pies²
- Una cama king-sized
- Sala separada
- Habitación para huéspedes
- Vestidor

Paiza suite
- Esta suite es solo para los grandes apostadores y los huéspedes VIP. La más grande y la más lujosa es la Presidente. Son 13 suites con 4 habitaciones con su propio baño, un salón de prensa, un espacioso salón-comedor y zona de despensa del mayordomo. Dos de los dormitorios tienen su propia sala de masajes.

## Conciertos
Una serie de artistas que se presentan en el Arena del Venecia:
- Air Supply 20 de octubre 2007
- The Black Eyed Peas Black Blue & You Tour - 27 de octubre 2007
- Beyoncé The Beyoncé Experience - 3 de noviembre 2007
- The Pussycat Dolls Live in Macau - 31 de diciembre 2007
- José Carreras 20 de enero 2008
- The Police The Police Reunion Tour - 7 de febrero 2008
- Céline Dion Taking Chances Tour - 15 de marzo 2008
- Jay Chou Tour Mundial 2008 - 5 de abril 2008

## Deportes
- El Venetian Arena acogió o será el anfitrión de la siguiente lista de acontecimientos deportivos:
- Cleveland Cavaliers vs Orlando Magic NBA China Games 2007 - 20 de octubre 2007
- Roger Federer vs Pete Sampras Tennis Showdown - 24 de noviembre 2007
- Ray Mercer vs Derric Rossy Heavyweight Title Bout -  26 de enero 2008

## Desarrollo futuro
El multimillonario estadounidense Sheldon Adelson anunció que su inversión de 2,4 mil millones de dólares en el Venetian Macao Resort Hotel en Cotai distribuiría mucho al lanzamiento de una masiva y área concentrada de resorts en la que él llama Cotai Strip, después de su contrincante de Las Vegas Strip. Adelson formalmente dijo que tiene planeado abrir nuevos hoteles bajo la franquicia Four Seasons, Sheraton y St. Regis. Por lo tanto, su plan de Las Vegas Sands (la misma que opera a Sands Macao en la península de Macao), es invertir 12 mil millones de dólares y construir 20.000 habitaciones de hotel en Cotai Strip para el 2010.

## Problemas durante la apertura de fin de semana
Según la prensa local china Macao Daily, diversos problemas causados por las amas de llaves y los recepcionistas resultó que huéspedes que habían pagado reservas en el hotel, se fueran hacia otros hoteles durante la apertura de fin de semana, el 1 y 2 de septiembre de 2007. A muchos de los huéspedes se les ofreció que se fueran a otros hoteles de Macao, con todos los cargos pagados por The Venetian.